# Sherbro (popolo)
Gli Sherbro sono un gruppo etnico della Sierra Leone, nella quale rappresentano l'1,9% della popolazione. Vivono principalmente nel Distretto di Bonthe, che è anche la loro terra ancestrale, ma si trovano anche nell'Area Occidentale e nella capitale Freetown. Parlano la lingua sherbro, appartenente al ramo mel delle lingue atlantiche.
Tradizionalmente pescatori e commercianti, gli Sherbro sono tra i popoli della Sierra Leone che hanno maggiormente assimilato la cultura occidentale, e si sono più facilmente di altri integrati con la popolazione dei creoli sierraleonesi, discendenti degli schiavi afroamericani liberati nel paese dopo la fine della tratta atlantica degli schiavi. Storicamente hanno avuto anche buoni rapporti con i loro vicini orientali Mende, e molti Sherbro parlano anche la lingua mende. Il presidente sierraleonese Julius Maada Bio è uno Sherbro di lingua mende.
Gli Sherbro sono in genere identificati con il popolo storico del Bullom, che abitava le aree costiere della Sierra Leone prima delle migrazioni Mende e Temne, e sono anche definiti "Bullom meridionali".